# Єрґен Раґнарссон
Єрґен Раґнарссон (швед. Jörgen Ragnarsson, 19 травня 1954) — шведський яхтсмен.
Бронзовий призер Олімпійських Ігор 1980 року.